# Castillo Birkwood

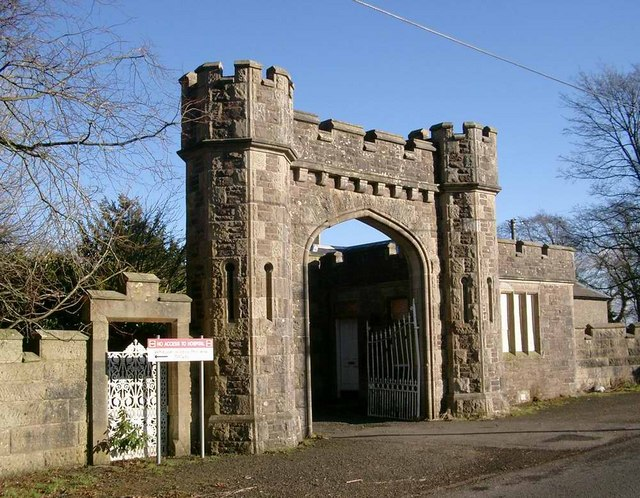
Puerta de acceso al castillo Birkwood.

El castillo de Birkwood es un castillo de tipo gótico situado casa de campo gótica situada en Lesmahagow, localidad del concejo de South Lanarkshire, en Escocia. Fue construido en el siglo XVIII, siendo ampliado en gran medida por la familia propietaria McKirdy. En 1920 fue comprado por las autoridades locales para su uso como hospital, que cesó sus actividades en 2005. 

## Historia
El castillo de Birkwood fue construido a finales del siglo XVIII. El recinto que fue construido inicialmente ha quedado, con el paso del tiempo y las sucesivas reformas y ampliaciones, emparejada en el ala norte del actual recinto. Se expandió enormemente con una construcción y reforma de estilo gótico en 1858, y nuevamente en 1890 cuando el arquitecto James Thomson diseñó el ala oeste.
En 1920, el Consejo del Condado de Lanarkshire compró la casa por un precio de 10.000 libras esterlinas de la época, abriendo en julio de 2013 como una "iInstitución certificada para defectos mentales" bajo los términos de la Ley de deficiencia mental y locura de Escocia de 1913. El hospital cuidó niños y niñas con discapacidades de aprendizaje, y fue "uno de los pocos hospitales psiquiátricos que se ocupaba exclusivamente de niños". Tras la reorganización de la atención de salud mental en la década de 1990, el hospital cerró por completo en 2005.
Tras su cierre, se aprobaron diversos planes para tratar de convertir la casa en un hotel en 2009, pero sucesivos problemas llevaron a que dichos intentos no llegaran a buen puerto, con la posible empresa compradora entrando en liquidación antes de iniciar los trámites. En 2016, el Consejo de South Lanarkshire dio permisos de planificación para un nuevo intento de conversión en hotel, valorado un precio de 15 millones. Este hotel fue parte de una remodelación planificada de 80 millones de libras por todo el castillo y sus terrenos. En enero de 2018, el castillo se puso a la venta después de que sus dueños también se alejaran de sus funciones y pusieran al frente un administrador.

## Reporte de apariciones
Se dice que el castillo es uno de los lugares más embrujados del Reino Unido. En el castillo supuestamente se ha podido observar la figura fantasmagórica de un hombre fumando así como el de un fantasma con un corte mortal en la garganta. Cuando un grupo de expertos paranormales de Glasgow filmó en el castillo en 2013 para un programa de Haunted Planet TV, describieron el castillo como "uno de los lugares más activos que habían filmado".